# Huda Zoghbi

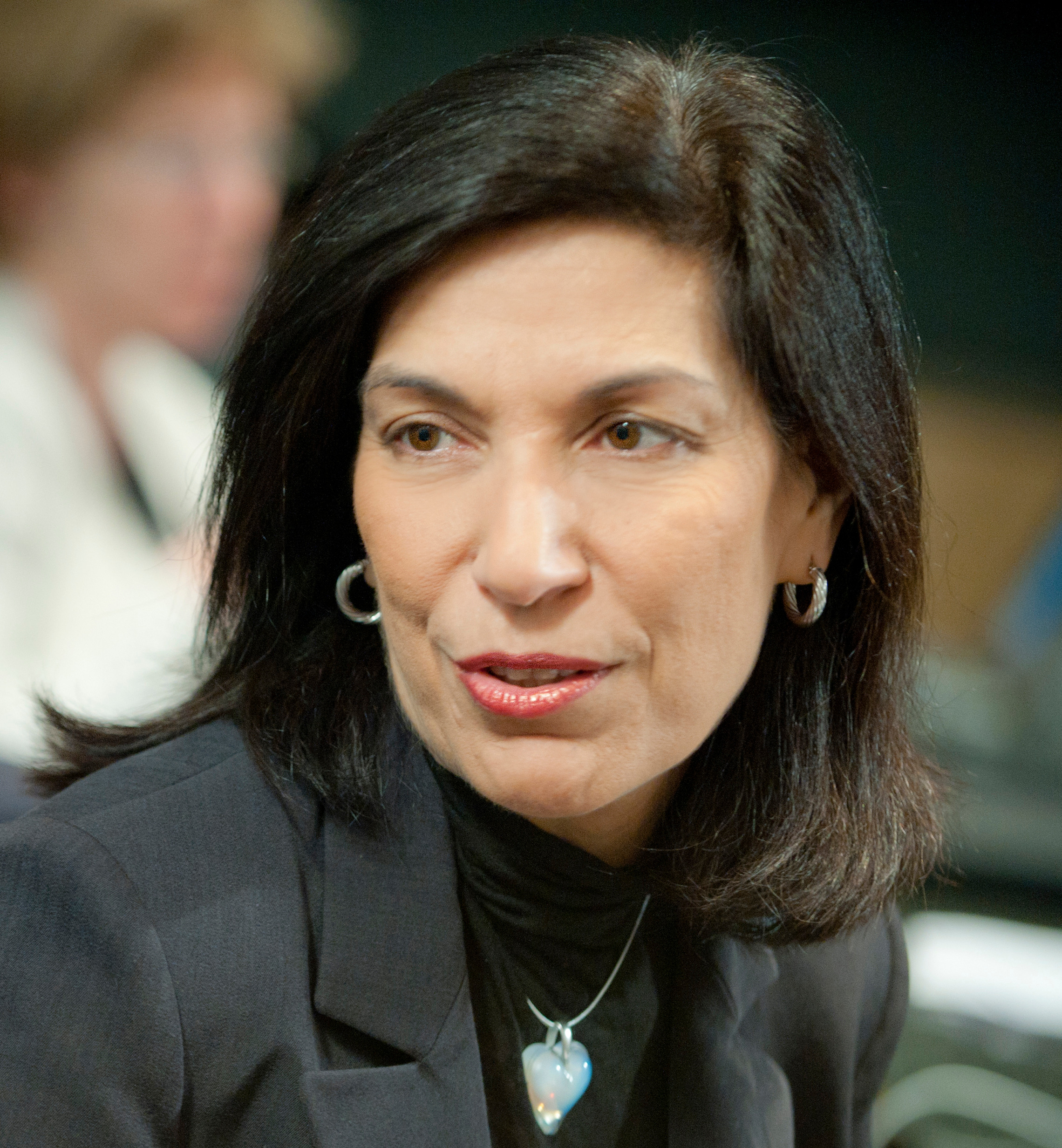
Huda Zoghbi

Huda Yahya Zoghbi (geborene Huda El-Hibri; * 20. Juni 1954 in Beirut) ist eine libanesisch-US-amerikanische Neurologin.

## Leben
Zoghbi studierte Biologie (mit Bachelorabschluss 1976) und ab 1975 Medizin an der American University of Beirut (AUB), konnte aber aufgrund des einsetzenden Bürgerkriegs ihr Studium nicht fortsetzen und wurde mit ihren Brüdern von ihren Eltern zu Verwandten in die USA geschickt. Dort setzte sie ihr Studium am Meharry Medical College in Nashville fort (M. D. Abschluss 1979), wo sie sich auf Neurologie spezialisierte. 1979 bis 1982 absolvierte sie ihre Facharztausbildung in Pädiatrie (Residency) am Baylor College of Medicine in Houston, gefolgt von der Facharztausbildung in Neurologie und pädiatrischer Neurologie (Residency 1982 bis 1985). 1985 bis 1988 war sie dort Post-Doktorandin, 1988 Assistant Professor, 1991 Associate Professor und 1994 Professor. Sie ist Professor in den Abteilungen Pädiatrie, Molekulare und Human-Genetik und Neurowissenschaften am Baylor College of Medicine und Direktorin des Jan and Dan Duncan Neurological Research Institute. Außerdem ist sie seit 1996 Wissenschaftlerin des Howard Hughes Medical Institute.
2003 erhielt sie den W. Alden Spencer Award, 2009 den Howard Taylor Ricketts Award, 2011 den Gruber-Preis für Neurowissenschaften, 2006 den Bristol-Myers-Squibb Neuroscience Distinguished Achievement Award, den Kilby Award, den E. Mead Johnson Award der Society for Pediatric Research, 2007 den Robert J. and Claire Pasarow Foundation Award in Neuropsychiatry, den Perl-UNC Neuroscience Prize und den Sidney Carter Award der American Academy of Neurology. 2013 wurde sie mit dem Dickson Prize in Medicine und dem Pearl Meister Greengard Prize ausgezeichnet, 2014 mit dem March of Dimes Prize in Developmental Biology. Ebenfalls 2014 zeichnete sie die Yale University mit einem Ehrendoktorat aus. 2016 wurde sie mit der Jessie Stevenson Kovalenko Medal und dem Nemmers-Preis für Medizin sowie dem Shaw Prize ausgezeichnet. Für 2017 wurden ihr der Breakthrough Prize in Life Sciences und ein Canada Gairdner International Award zugesprochen, für 2019 der Victor A. McKusick Leadership Award der American Society of Human Genetics. Sie ist Mitglied des Institute of Medicine der National Academy of Sciences, der National Academy of Sciences, der American Academy of Arts and Sciences und der American Association for the Advancement of Science. 2020 erhielt sie den Brain Prize der dänischen Lundbeck Foundation. 2022 wurde sie mit dem Kavli-Preis in Neuroscience und dem International Prize for Translational Neuroscience ausgezeichnet.
Seit 2020 zählt sie der Medienkonzern Clarivate zu den Favoriten auf einen Nobelpreis (Clarivate Citation Laureates).
Sie ist mit William Zoghbi verheiratet, der Kardiologie am Baylor College unterrichtet und der mit ihr im Libanon studierte.

## Werk
Zoghbi entdeckte die für einige neurologische Erkrankungen verantwortlichen Gene und klärte den Mechanismus ihrer Entstehung auf molekularer Ebene auf. Das betraf einmal das Rett-Syndrom, das vor allem Mädchen betrifft und zu einer Entwicklungsbehinderung und dem Verlust grundlegender Fähigkeiten wie Sprache, Laufen und die Fähigkeit die Hände koordiniert zu benutzen nach den ersten 6 bis 18 Monaten führt. Als Ursache fanden Zoghbi und Kollegen das Gen MECP2 auf dem X-Chromosom das für die Entwicklung reifer Nervenzellen wichtig ist. MECP 2 ist auch bei weiteren Formen der Entwicklungsverzögerung, Autismus und Fällen von Psychosen beteiligt. Zoghbi konnte im Mausmodell durch Deletions-Mutation von MECP 2 die meisten Symptome des Rett Syndroms reproduzieren und fand, dass eine Mutation mit Über-Expression von MECP 2 zu neurodegenerativen Erkrankungen führt.
Zoghbi fand auch das für die Spinozerebelläre Ataxie vom Typ 1 (SCA 1) verantwortliche Gen und die Ursache dieser neurodegenerativen Erkrankung, das die Patienten grundlegender motorischer Fähigkeiten beraubt und am Ende sogar Schlucken und Atmen behindert. In der pathogenen Form des Gens ist eine Repeat-Sequenz der Aminosäurenfolge CAG (die für Glutamin kodiert), die normalerweise 30 Kopien umfasst, auf 40 bis 100 angewachsen, was eine Fehlbildung des im Gen kodierten Proteins Ataxin-1 zur Folge hat, was schließlich dazu führt, dass die betroffenen Neuronen ihre Funktionsfähigkeit verlieren. Zoghbi sucht im Tiermodell auch nach Medikamenten, die die Folgen der Überproduktion von Ataxin-1 bei dieser Krankheit lindern und die Knäuel, die dieses Protein in der Zelle bildet, auflösen.